# Гинеа, Эмилио
Эми́лио Гине́а Ло́пес (исп. Emilio Guinea López; 13 мая 1907, Бильбао, Страна Басков, Испания — 26 октября 1985, Мадрид) — испанский учёный-ботаник баскского происхождения. Доктор наук.

## Биография
Сын учителей. Обучался в Бильбаоском институте, где получил степень бакалавра.
В 1929 году окончил Мадридский университет Комплутенсе. В 1932 году защитил докторскую диссертацию в области естественных наук.
Совершил ряд научных экспедиций в тропическую Африку, в первую очередь, в Экваториальную Гвинею. Побывал в Испанской Сахаре, континентальной Испанской Гвинее, на острове Санта Изабель. В 1950-е годы — профессор естественных наук в Институте Алькала-де-Энарес.
В 1957 году стал куратором Королевского ботанического сада Мадрида.
В 1960-х годах стал профессором в Институте Cardenal Cisneros. В 1970-е годы был сотрудником Flora Europea, участвовал в работе различных научных конгрессов.
Свою библиотеку и обширный личный гербарий подарил Королевскому ботаническому саду Мадрида, который присвоил ему звание Почётного директора.
Умер от рака гортани.

## Научная деятельность
Первооткрыватель нескольких классификаций тропических растений.
Автор книг: «Испания и пустыня», «В стране Памусы», «В стране Буби», «Геоботаническое изучение Испанской Гвинеи», «Бискайя и её растительный ландшафт» и др.
Прекрасный акварелист. Автор акварелей, с помощью которых иллюстрировал свои книги, много рисовал растения и пейзажи.

## Избранные публикации
- La vegetación leñosa y los pastos del Sahara español, 1944
- Aspecto forestal del desierto, 1945
- España y el desierto. Impresiones saharianas de un botánico español, 1945
- En el país de los pámues, 1947
- En el país de los bubis, 1949
- Vizcaya y su paisaje vegetal, 1949
- Geografía botánica de Santander, 1953
- Parques y jardines de España, 1969
- Claves botánicas, 1980